# Chiton elegans
Oscabrion élégant
Espèce
Chiton elegans, l'Oscabrion élégant, est une espèce de mollusques polyplacophores, de l'ordre des Chitonida et de la famille des Chitonidae. Elle a été décrite à partir d'un spécimen de la collection du musée et a été trouvée en Australie (?) (Nouvelle-Hollande , dans le texte).
Cette espèce admet un homonyme, Chiton elegans Frembly, 1827, qui est un synonyme de Tonicia chilensis (Frembly, 1827), une espèce trouvée au Chili.